# Manuel Ruiz Luque
Manuel Ruiz Luque (Montilla, 23 de enero de 1935) es un bibliófilo español, su biblioteca considerada una de las mejores bibliotecas privadas de Andalucía contiene alrededor de 35000 volúmenes, muchos de ellos de un valor histórico y cultural incalculable. La colección se ha integrado en la Fundación Biblioteca Manuel Ruiz Luque ubicada en la Casa de las Aguas de Montilla, donde puede ser consultada por investigadores y estudiosos.

## Fundación Biblioteca Manuel Ruiz Luque
Fue creada el 2 de mayo de 2001, tras un pleno celebrado en el ayuntamiento de Montilla. El órgano de gobierno de la fundación está formado por el alcalde del ayuntamiento de Montilla como presidente, el propio Manuel Ruiz Luque como presidente honorario de carácter vitalicio, el concejal de cultura del ayuntamiento de Montilla como vicepresidente y cuatro vocales. En 2012 la fundación se incorporó a la Red de Centros de Documentación y Bibliotecas Especializadas de Andalucía.

## Fondo bibliográfico
El número de volúmenes supera los 30 000. El fondo antiguo correspondiente a los siglos XVI y XVII consta de más de 2000 tomos. Los siglos XVIII y  XIX están representados por numerosas obras de historia local y general, oratoria sagrada, literatura, tratados científicos, bibliografía, libros de viajes y tratados de geografía. La sección dedicada a los manuscritos es extensa, principalmente en temas relacionados con la historia de Andalucía de los siglos XVII y XVIII. 

### Obras destacadas
Entre otras obras de su biblioteca se pueden destacar las siguientes: 
- Manuscrito fundacional de la Cartuja de Sevilla.
- Constituciones Sinodales del Obispado de Córdoba (Sevilla, 1525).
- Saludable Introducción al Estado del Matrimonio por Vicente de Mexía (primer libro impreso en castellano en la ciudad de Córdoba, 1566.).
- Estatutos de la Santa Iglesia Catedral de Córdoba (Antequera, 1577).
- Panegírico por la poesía (Montilla, 1627).
- Antiguo Principado de Córdoba por Martín de la Roa (Córdoba, 1636)
- El Arcángel San Rafael, Custodio de Córdoba por Pedro Dias Rivas (Córdoba, 1650)
- Antigüedad de la Ínclita y Patria Ciudad de Córdoba por Juan Félix Girón (Córdoba, 1686)

## Exposiciones
Los fondos de la biblioteca se han utilizada en diferentes exposiciones. Entre ellas las siguientes:
- La biblioteca de El Bachiller Francisco de Osuna, reconstruida a través de 100 libros de la biblioteca Ruiz Luque de Montilla.[4][5]
- De la pintura y las letras. La biblioteca de Velázquez.  Exposición bibliográfica. Sevilla, Casa de Murillo, 1999. ISBN 84-8266-109-4.[6]

## Reconocimientos
- En el año 2001, la Junta de Andalucía le otorgó la Medalla de Andalucía en reconocimiento a su labor.[7]

El amor a su tierra y la pasión por los libros han hecho posible que Manuel Ruiz, a lo largo de cincuenta años de trabajo, dedicación, sacrificio y privaciones, haya conseguido un verdadero tesoro para Montilla, un patrimonio cultural para Andalucía y un legado para la humanidad. Las permanentes y millonarias ofertas no han logrado quebrar la voluntad de 
este genial andaluz, cuya generosidad ha permitido que su impresionante obra sea donada a su pueblo para el libre disfrute de todos los ciudadanos del mundo.

- En el año 2004 la universidad de Córdoba le concedió la distinción Santo Tomás de Aquino.

Por su destacada labor cultural en defensa, recuperación y divulgación del patrimonio bibliográfico y su permanente disposición a colaborar con la Universidad de Córdoba (España) en cuantas actividades y ocasiones le han sido propuestas.